# 9M113 Konkurs
9M113 Konkurs (tiếng Nga: 9М113 «Конкурс»; tiếng Anh: contest) là một tổ hợp tên lửa chống tăng dẫn hướng bằng dây SACLOS của Liên Xô. "9M113" là tên gọi theo quy định của GRAU. Tên ký hiệu của NATO cho loại tên lửa này là AT-5 Spandrel.

## Phát triển
9M113 Konkurs được phát triển bởi Phòng thiết kế máy Tula (Tula KBP). Việc phát triển bắt đầu vào năm 1962 với mục đích chế tạo các thế hệ ATGM SACLOS tiếp theo, nhằm trang bị cho cá nhân, xe cơ giới để tiêu diệt xe tăng. 9M113 Konkurs được phát triển cùng với 9M111 Fagot (AT-4 Spigot); cả hai loại tên lửa này đều có cùng công nghệ nhưng khác nhau về kích thước. So với AT-4 Spigot, 9M113 Konkurs có kích thước lớn hơn (14,6 kg so với 11,5 kg) và tầm bắn xa hơn (4 km so với 2,5 km).
Tên lửa được trang bị vào năm 1974. Iran bắt đầu sản xuất nội địa tên lửa 9M113 với tên gọi là Towsan-1/M113, với số lượng khoảng 2000 quả.

## Miêu tả
Tên lửa được thiết kế để có thể bắn từ xe cơ giới, dù nó có thể bắn đi từ kiểu mới nhất của thiết bị phóng 9M111. Tổ hợp 9M113 là một phần không thể thiếu của xe BMP-2, BMD-2 và BRDM-2. Tên lửa được bảo quản và mang trong ống sợi.
Hệ thống sử dụng một máy phát khí để đẩy tên lửa ra khỏi ống phóng - khí cũng thoát ra từ phía sau của ống phóng giống như kiểu của một súng không giật. Tên lửa bay ra khỏi ống phóng với vận tốc 80 m/s. Nó nhanh chóng tăng tốc lên tới 200 m/s bằng động cơ nhiên liệu rắn của mình. Tốc độ ban đầu làm giảm tầm sát thương của tên lửa, vì nó có thể được phóng trực tiếp đến mục tiêu, thay vì bắn theo đường vòng cung. Trong khi bay tên lửa quay 5 đến 7 vòng trên giây.
Người phóng theo dõi vị trí của một đèn hồng ngoại ở phía sau của tên lửa để điều chỉnh tên lửa đến mục tiêu - và truyền lệnh thích hợp đến tên lửa thông qua một dây mảnh được nói đằng sau tên lửa. Tổ hợp 9M113 có bộ phận báo động khi phát hiện nhiễu từ một hệ thống như Shtora. Người thao tác có thể thực hiện điều khiển bằng tay, lúc này tên lửa có hệ dẫn hướng MCLOS. Hệ dẫn hướng SACLOS có nhiều lợi thế hơn MCLOS, nó có độ chính xác lên đến 90%, mặc dù hiệu quả của nó chỉ có thể so sánh với TOW hay phiên bản sau của 9K11 Malyutka (AT-3 Sagger) dùng SACLOS.

## Lịch sử
Israel đã phát hiện ra lực lượng Hezbollah đã sử dụng tổ hợp 9M113 Konkurs trong Chiến tranh Liban 2006. Quân đội Israel xác nhận rằng Hezbollah đã sử dụng phiên bản do Iran sản xuất để tấn công các xe tăng chiến đấu chủ lực của Israel tại Liban.
Trong nội chiến Yemen năm 2017, tổ hợp 9M113 Konkurs tiếp tục được sử dụng để chống lại các xe tăng của quân đội Các tiểu vương quốc Ả Rập thống nhất. Ít nhất 1 chiếc xe tăng AMX-56 Leclerc hiện đại do Pháp sản xuất đã bị phá hủy bởi 9M113 Konkurs. Quả tên lửa đã bắn xuyên giáp trước của chiếc AMX-56 Leclerc, giết chết 1 thành viên tổ lái và làm 1 người khác bị thương. Điều này cho thấy 9M113 Konkurs vẫn là một vũ khí chống tăng nguy hiểm dù nó đã ra đời được 40 năm.

## Các kiểu
- 9M113 Konkurs (NATO: AT-5 Spandrel, AT-5A Spandrel A)
- 9M113M Konkurs-M (NATO: AT-5B Spandrel B) đầu nổ nối tiếp

## Quốc gia sử dụng
- Egypt
- Bulgaria
- Commonwealth of Independent States
- Czechoslovakia - sản xuất theo giấy phép
- Czech Republic
- Finland, còn gọi là PstOhj 82M bắn từ thiết bị phóng 9P135M-1 (ngừng hoạt động)
- Gruzia
- Hungary
- Indonesia
- India - 15.000 Konkurs-M
- Iran sản xuất và nâng cấp với tên gọi Towsan
- Morocco
- Moldova trang bị cho BRDM-2
- TRNC
- Peru
- Poland
- România
- Slovakia
- Liên Xô
- Turkey
- Vietnam
- Syria
- Ukraine
- United States - chỉ dùng huấn luyện